# Святая Вивина
Святая Вивина из Гран-Бигара (фр. Sainte Wivine de Grand-Bigard; 1103, Уази, нынешняя Франция — 1168, Гран-Бигар, нынешняя Бельгия) — бенедиктинская аббатиса. Родилась на территории современной Франции. В возрасте 23 лет отказалась от свадьбы и выбрала отшельничество. Позднее приняла землю в дар от Готфрида I и построила там монастырь.